# Constantin Frățilă
Constantin Frățilă (n. 1 octombrie 1942, București, România – d. 21 octombrie 2016, București, România) a fost un fotbalist român. A fost golgeter în sezonul Diviziei A 1963-1964, marcând același număr de goluri ca și Cornel Pavlovici, 19.

## Carieră

### Ca jucător
Prima sa legitimare s-a produs în 1957, când a început să joace la Silvicultura București, iar în 1958 s-a transferat la Sirena București, unde a activat până în 1960.Ca jucător, Frățilă a reprezentat tipul omului de gol, impetuos, penetrant, excelent la jocul de cap, șutând redutabil cu ambele picioare.
Timp de 10 ani, până în 1970, a evoluat numai la Dinamo, unde a obținut cele mai mari performante ale carierei sale. Cu Dinamo, a cucerit de patru ori campionatul (1961-1962, 1962-1963, 1963-1964, 1964-1965) și de două ori Cupa României (1964, 1968). În sezonul 1963-1964 a devenit golgeterul României cu 19 goluri. A avut gradul de locotenent în cadrul Ministerului Afacerilor Interne (în 1968).
Pentru echipa națională a României a marcat, în 1967, împotriva naționalei Franței chiar pe Parc des Princes. 
„Fiecare derby parca ar fi fost ultimul. Meciurile cu Steaua  se jucau la cuțite. Nici nu se punea vorba de meciuri strategice. Eram prieteni cu cei de la Steaua, ieșeam la un spriț după meci, dar în teren eram fiare. Înainte nu jucam cu apărători ca acum. Când te lovea cineva, simțeai cum îți intră cramponul de fier în carne. Cea mai gravă accidentare am suferit-o în finala Cupei Bucureștiului din 1967. Jucam cu Steaua pe ”Republicii” și la pauză era 2-0 pentru ei. Antrenorul m-a băgat în partea a doua și am intrat în teren nervos. Am dat două goluri repede. Apoi, la o fază am scăpat singur, mi-am facut mingea prea lungă și am șutat în portarul Suciu, dar el a căzut pe  piciorul meu și mi-a făcut dublă fractură. Dumitrache a reușit să înscrie din devierea portarului și, în timp ce lumea se bucura de gol, eu am simțit cum osul îmi trosnise ca o surcea și piciorul se mai ținea într-o bucată de carne. Am stat doi ani pe tușă, pentru că recuperarea mergea greu pe atunci, iar când am intrat parcă nu mai eram eu. Așa se juca fiecare meci Steaua-Dinamo, la limită. Nu contau banii, aceste meciuri erau motivele pentru care ne apucam de fotbal”, rememora „Nea Titi” într-un interviu pentru Libertatea din 2008.
Între anii 1970-1972 a jucat la FC Argeș, adăugând în palmaresul său încă un titlu. 
În perioada 1972-1974 a activat în prima divizie cipriotă, la Omonia Nicosia. 
Reîntors în țară, a evoluat în turul lui 1974-1975 la Chimia Rm. Vâlcea și returul la Sirena București.

### Ca antrenor
Din 1976, Frățilă și-a început munca de antrenor în cadrul Centrului de Copii și Juniori Dinamo și pe banca echipei Dinamo Victoria, pe care în 1982 a promovat-o în Divizia B.

## Palmares

### Club

#### Dinamo București
- Divizia A: 1961-62, 1962–63, 1963–64, 1964–65
- Cupa României: 1963-64, 1967–68

#### FC Argeș Pitești
- Divizia A: 1971-72

#### Omonia Nicosia
- Cupa Ciprului: 1973-74

### Individual
- 221 jocuri / 95 goluri în prima divizie
- 7 jocuri / 7 goluri pentru echipa națională a României A marcat, în 1967, împotriva naționalei Franței chiar pe ”Parc des Princes”
- 12 jocuri / 7 goluri în cupele europene

## Distincții
- Medalia „Meritul Sportiv” clasa I (8 mai 1968) „pentru contribuția deosebită adusă la dezvoltarea mișcării de cultură fizică și sport și pentru merite deosebite în activitatea sportivă de performanță, cu prilejul împlinirii a 20 de ani de la înființarea Clubului sportiv «Dinamo»-București al Ministerului Afacerilor Interne”[6]